# HMS Lion (1910)
«Лайон» (англ. HMS Lion) — линейный крейсер Королевского военно-морского флота Великобритании времён Первой мировой войны, головной корабль своего типа. Корабли этой серии в сравнении со своими предшественниками, линейными крейсерами типа «Индефатигебл», обладали более мощными вооружением и бронированием. «Лайон» принял активное участие в большинстве крупных операций Королевского флота.
Во время Первой мировой войны «Лайон» служил флагманским кораблём эскадры линейных крейсеров Гранд-Флита, исключая то время, когда он находился в ремонте. Во время сражения в Гельголандской бухте «Лайоном» был уничтожен германский лёгкий крейсер «Кёльн». В битве на Доггер-банке и в Ютландском сражении «Лайон» был флагманом эскадры вице-адмирала Дэвида Битти. В обеих битвах линейный крейсер был серьёзно повреждён: так, после первой его отбуксировали в порт и он два месяца находился в ремонте, а в ходе второй одна из его башен была уничтожена и восстановлена только после восьмимесячного ремонта.
После Ютландского сражения «Лайон» провёл остаток войны в патрулировании Северного моря, в 1917 году участвовал в огневом прикрытии Второй битвы в Гельголандской бухте. В 1920 году выведен в резерв, в 1924 году продан на слом согласно условиям Вашингтонского морского соглашения.

## Конструкция

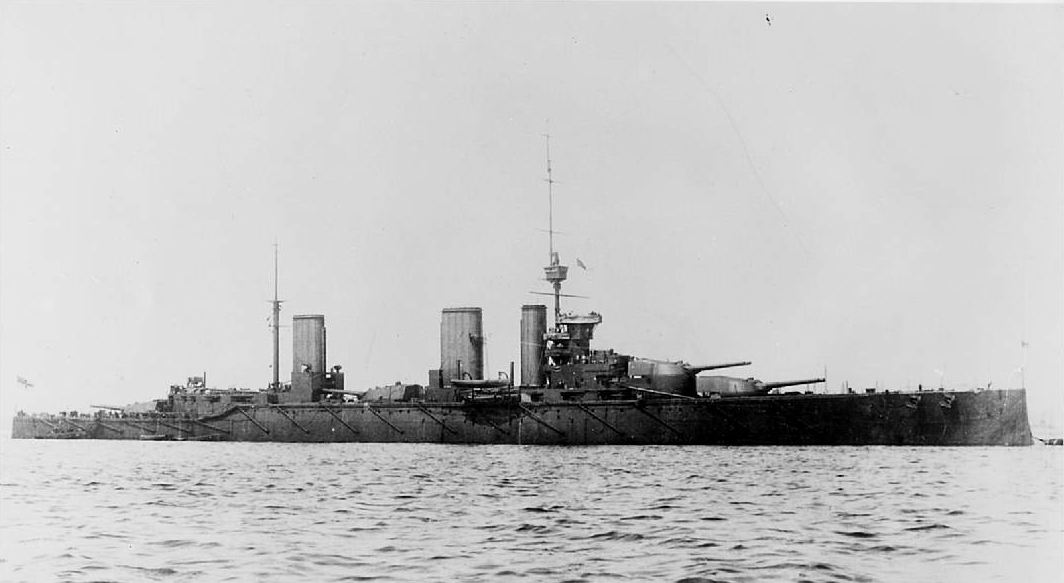
Линейный крейсер «Лайон» в 1915 году

«Лайон» имел общую длину 213,4 метра, наибольшую ширину 27 метров, осадку при полном водоизмещении 32 фута 5 дюймов (9,9 метров). Водоизмещение нормальное 26270 длинных тонн (26690 тонн), полное 30820 длинных тонн (31310 тонн). Метацентрическая высота 1,8 метра при полной загрузке (с нефтяным топливом).

## Служба

### Битва на Доггер-банке

#### Итоги Битвы на Доггер-банке для «Лайона»
В ходе боя «Лайон», в основном с дистанции 14 500 м (79 каб.), выпустил по противнику 243 бронебойных снаряда (27,6 % боекомплекта) главного калибра, но добился только 4 попаданий — по одному в «Блюхер» и «Дерфлингер» и два в «Зейдлиц» (1,65 % выпущенных снарядов). «Принсесс Ройял» в бою выпустила 271 снаряда главного калибра, добившись 1-го попадания в «Дерфлингер» и 2-х в «Блюхер» и не получила повреждений в бою вообще.
Немцы вели огонь в основном по «Лайону», из-за того что видели его лучше других. За бой немцы поразили «Лайон» шестнадцатью 280-мм и 305-мм снарядами (большей частью 280-мм) и одним 210-мм с «Блюхера», из которых первые девять пришлись в левый борт, причинив ему столь серьёзные повреждения, что ему пришлось выйти из строя, при этом 1 человек из экипажа был убит и 20 ранено.
Вдобавок к этим повреждениям, правое орудие башни Q вышло из строя после первых 15 выстрелов из-за поломки стреляющего механизма, которую не смогли быстро отыскать.
Повреждения «Лайона» хорошо продемонстрировали неспособность 127-мм и 152-мм броневых поясов противостоять германским 280-мм бронебойным снарядам даже при угле встречи с бронёй 20 градусов.

### Ютландская битва

#### Итоги Ютландской битвы для «Лайона»
После Ютландской битвы крейсер имел более серьёзные повреждения, чем в бою у Доггер-банки, получив с «Лютцова» 13 попаданий 305-мм снарядами. Наиболее опасное попадание вызвало пожар в башне «Q», взрыв которой предотвратили затоплением её порохового погреба по приказу смертельно раненного командира башенного расчета Ф. Дж. Харви.
В начале боя английские линейные крейсера не сумели использовать некоторые преимущества в дальности стрельбы артиллерии главного калибра, которая составляла для 305-мм орудий «Нью Зиланд» и «Индомитебла» 21 500 м (116 каб.), для 343-мм орудий «Лайона», «Принсесс Ройял», «Куин Мэри» и «Тайгера» 22 000 м (118 каб.). Причиной этого стала неудовлетворительная работа английских дальномеров на предельных дистанциях, а также то, что немецкие крейсера, окрашенные в светло-серый цвет, сливались с лёгким туманом, стоявшим над морем, из-за чего английская эскадра была вынуждена подойти поближе — на дистанцию 16700 м (90 каб.), и сама попала под сокрушительный обстрел. В то же время, не сумев правильно определить дистанцию, англичане первые минуты боя давали залпы перелётом.
Таким образом, теоретические расчёты английских адмиралов, на основании которых более дальнобойная и крупнокалиберная артиллерия и большая скорость хода, важные для удержания дистанции в ходе боя, искупались ценою более слабого бронирования, не оправдались. На предельных дистанциях англичане имели бы заметное преимущество, если бы была возможна меткая стрельба, но об этом не могло быть и речи: дистанция боя в основном составляла 12 700-19 100 м (69-103 каб.), но временами она уменьшалась до 10 000 м (54 каб.), в бою «Лайон» израсходовал 326 343-мм снарядов (37 % боекомплекта) и добился всего пяти попаданий (1,53 % выпущенных снарядов). Из них одно в «Дерфлингер» и два в «Лютцов» произошли на дистанции менее чем 10 000 м (54 каб.).
Кроме того, по словам старшего артиллерийского офицера «Лютцова» фрегаттен-капитана Пашена:
 Одно наблюдение, сделанное нами в начале боя, нас изумило и подбодрило. Два упавших близко неприятельских снаряда отрикошетили и пронеслись над «Лютцовым» — два длинных белых снаряда, которые по их цвету я признал за обыкновенные, начинённые чёрным порохом. Чёрный порох! Вот почему так незначительны были действия английских снарядов. Ошибка англичан заключалась в их пристрастии к большим калибрам: куда бы ни попал снаряд — удар был мощным и пробоина пещерообразного вида, но разрывное действие его было сравнительно слабо. Один раз наш пост управления огнём наполнился знакомым запахом чёрного пороха, и мы улыбнулись друг другу. Мы также получили несколько попаданий снарядов, начинённых более сильной взрывчаткой, но, по-видимому, не бронебойных, и действие их было поверхностное.
В свою очередь немецкие линейные крейсера достигли 13 попаданий 280-мм и 305-мм снарядами в правый борт «Лайона». Хронологически это выглядело таким образом.
Снаряды, попавшие со стороны правого борта:
- В 15:52, через 4 минуты после открытия огня, первый 305-мм бронебойный снаряд шестого залпа «Лютцова» разорвался в носовой части по левому борту с внутренней стороны 102-мм. броневого пояса.
- В 15:53 — 15:55 второй и третий снаряды попали в заднюю часть бака и разорвались при проходе через верхнюю 25,4-мм палубу, причинив большие потери прислуге 102-мм артиллерии, третий снаряд повредил камбуз.
- В 15:57 с дистанции около 15000 м (81 каб.) четвёртый снаряд с «Лютцова» ударил в правый верхний угол левого орудийного порта близко к месту стыка 229-мм лицевой плиты и 83-мм крыши. Отколовшийся кусок 229-мм лицевой части брони и сам снаряд проникли в боевое отделение башни Q. Снаряд отрикошетировал от хомута левого орудия и взорвался на расстоянии метра. Красное пламя вылетело из третьей башни «Лайона», и большой обломок — половина крыши башни — взлетела в воздух. Весь личный состав отделения башни убило или ранило. От взрыва сорвало переднюю плиту крыши и центральную лицевую плиту. Пламя охватило боевое отделение башни, его огромной высоты языки от горевшего кордита поднялись вверх. Несмотря на сильное ранение (были оторваны обе ноги), командир третьей башни перед смертью успел приказать задраить дверь погреба и затопить его, чтобы не произошёл взрыв боезапаса. В той же башне через 20 минут произошёл пожар от падения в шахту выскользнувшего снаряда. Пламя пошло вверх и вниз сначала на зарядники, а затем в главную подачную трубу; далее огонь проник в отделение распределительных досок, где заживо сгорели 53 человека[9]. Положение осложнилось тем, что в башне находилось восемь полных зарядов — они почти одновременно вспыхнули, и огромный столб пламени до 65 м высотой поднялся над «Лайоном». Но так как во время боя в башне были открыты крышки под шахтой зарядника, то газы от горевшего кордита вышли наружу и боеприпасы не взорвались. После боя была обнаружена деформация переборок от давления газов — переборка погреба башни Q оказалась сильно выгнутой наружу, что способствовало его затоплению. В помещениях было видно, как огонь дошёл до дверей погребов, но задраенные двери стали вполне надежной преградой.
- В 16:03 — 16:07 «Лайон» получил шесть попаданий в правый борт, не причинивших существенного вреда, но вызвавших неоднократные пожары и большие потери среди личного состава.

Снаряды, попавшие с левого борта:
- Первый 280-мм снаряд прошёл через палубу полубака и улетел за борт, не взорвавшись.
- Второй 280-мм снаряд пробил 102-мм поперечную переборку, разорвался и произвел значительные разрушения у входа в штурманскую рубку.
- Третий 280-мм снаряд разорвался на 31-мм палубе полубака у основания средней дымовой трубы, образовав в её кожухе пробоину размером 3,6×4,6 м.

Две кочегарки наполнились дымом и паром, но большая часть осколков застряла в бронированных колосниках.
- Четвёртый 280-мм снаряд рикошетом упал около средней дымовой трубы.
- Пятый снаряд попал в верхний 152-мм броневой пояс и взорвался при ударе о броню.
- Шестой снаряд, не взорвавшись, прошёл через крышу и борт небронированной бортовой рубки управления стрельбой кормовых 102-мм орудий.
- Седьмой и восьмой 305-мм снаряды с «Лютцова» попали на расстоянии 1,5-1,8 м друг от друга в 19-мм броневую плиту между палубой полубака и верхней палубой позади кормовой батареи 102-мм орудий. Они также пробили 19-мм броню правого борта и разорвались при ударе в неё или над 25,4-мм верхней палубой, образовав пробоину размером 2,4×2,4 м и нанеся большие потери расчетам 102-мм орудий.

В 16:08 четыре 305-мм снаряда попали в правый борт:
- Первый снаряд пробил броневую плиту корпуса и разорвался на левом борту корабля.
- Второй снаряд пробил грот-мачту и, не взорвавшись, улетел за борт.
- Третий снаряд пробил всю заднюю часть кормовой надстройки и 31-мм палубу полубака и взорвался, причинив большие повреждения лёгким конструкциям. Готовые к заряжанию заряды 102-мм орудий, снаряженные кордитом, воспламенились, и по правому борту были выведены из строя два 102-мм орудия кормовой батареи.
- Четвёртый снаряд пробил в корме 25,4-мм верхнюю палубу и разорвался ниже её в четырёх метрах от 102-мм бортовой брони. Дым проник в нижние помещения, вызвав нервозные доклады о пожаре в пороховом погребе башни Y, который частично затопили, прежде чем обнаружили ошибку.

Из-за этих попаданий вышла из строя главная радиостанция «Лайона». Один 150-мм снаряд разорвался над машинным отделением, вызвав небольшой пожар. Близкие разрывы вызвали аварии обоих главных гирокомпасов, в результате чего корабль совершил циркуляцию на 360 градусов.
Хотя общие повреждения «Лайона», кроме башни Q, были значительно менее серьёзными, чем во время боя у Доггер-банки, потери «Лайона» в Ютландском бою составили 99 убитых (48 человек умершими от ран, причиненных осколками снарядов, и ожогов, 49 только от ран осколками и два только от ожогов) и 51 раненых. После боя пятеро человек умерло от ран. Потери составляли 12,3 % от численности экипажа.
После боя на «Лайоне» в течение 4 часов проводили осмотр повреждений. С 5 по 26 июня 1916 г. крейсер находился в ремонте в Розайте, затем с 27 июня по 8 июля на верфи Армстронга в устье реки Тайн, где с него сняли башню Q. С 8 по 20 июля он находился в сухом доке в Розайте с тремя башнями, где закончили ремонт корпуса и замену брони.